# Skrælingar
Als Skrælingar (deutsch Skrälinger) bezeichneten die Grænlendingar, die in Grönland siedelnden Skandinavier, in den Vinland-Sagas die in Grönland und im Nordosten Nordamerikas lebenden Inuit und die Innu im Osten der Labrador-Halbinsel (Markland?) und Beothuk auf Neufundland (Vinland?).

## Etymologie
Das Wort skræling(j)ar ist der Plural des altnordischen skrælingr/skrælingi. Im heutigen Isländisch ist ein skrælingi ein „Barbar“ und im Färöischen ist ein skrælingur ein Ureinwohner Grönlands oder Kanadas. Im Dänischen wird das Wort skrælling herabsetzend für einen Schwächling benutzt.
Gerhard Köbler übersetzt in seinem altnordischen Wörterbuch skrælingr einfach und ausschließlich mit „Eskimo“ während Walter Baetke es lediglich auf die Bewohner Vinlands bezieht.
Die Herkunft des Wortes ist unsicher. Jan de Vries führt es auf ein urnordisches *skrāhilinga zurück, das laut ihm wie mittelniederdeutsch schrāl und niederländisch schraal „mager, trocken, schlecht“ auf ein Substantiv zurückgeführt werden können, dem im altnordischen skrá „trockenes Fell“ und daraus abgeleitet „Urkunde, Dokument, Buch“ entspricht. Zum semantischen Zusammenhang gibt es verschiedene Theorien. Laut Jan de Vries ist das Wort ein Bezug auf die geringe Körpergröße, vergleiche verwandtes dialektalschwedisches skråe „eingeschrumpfte Person“, laut Michael Fortescue hingegen auf die Fellkleidung der Inuit.
Man geht davon aus, dass die Grænlendingar das Wort ins Grönländische gebracht haben, wo es heute als Eigenbezeichnung der Kalaallit, also der Grönländer dient. Es kann daher als Geusenwort betrachtet werden.